# NGC 5148
NGC 5148 је спирална галаксија у сазвежђу Девица која се налази на NGC листи објеката дубоког неба.
Деклинација објекта је + 2° 18' 49" а ректасцензија 13h 26m 38,8s. Привидна величина (магнитуда) објекта NGC 5148 износи 14,5 а фотографска магнитуда 15,2. NGC 5148 је још познат и под ознакама MCG 1-34-21, CGCG 44-86, PGC 47060.